# Sandbüschel
Das Sandbüschel ist ein Wäldchen auf der Gemarkung der Gemeinde Mittelherwigsdorf im Landkreis Görlitz in Sachsen. Es wurde 1958 zur Sport- und Kulturstätte der Gemeinde Oberherwigsdorf ausgebaut und ist durch die zweimal jährlich stattfindenden Sandbüschelfeste bekannt.

## Lage
Das Sandbüschel liegt einen knappen Kilometer westlich von Oberherwigsdorf. Das Wäldchen liegt linksseitig der Kreisstraße K 8616 nach Niederoderwitz und wird südlich durch einen Feldweg ins Landwassertal begrenzt. Im Norden erhebt sich der Pferdeberg (406 m ü.NN), südlich der Landberg (313 m ü.NN). Umgeben ist das Sandbüschel westlich von den Landberghäusern und nordwestlich von Niederoderwitz. Nördlich fließt der Schwarze Graben vorbei, auch Augustins Graben genannt.

## Beschreibung
Das Wäldchen umfasst eine namenlose Kuppe (332 m ü.NN) und den südlich davon gelegenen Quellgrund des Sandbüschelgrabens.

## Geschichte
Zu Beginn des 20. Jahrhunderts war die Gegend noch unbewaldet. An nordwestlichen Hang der Kuppe lagen zwei kleinere Sandgruben.
Nachdem die Kuppe verbuscht war, hielt zu Zeiten der Weimarer Republik der Oberherwigsdorfer Arbeitersportverein dort unter dem Motto „Frisch, fromm, fröhlich, frei“ seine Sommerfeste ab.
1958 beschloss die Gemeinde Oberherwigsdorf den Ausbau des Sandbüschels als Naherholungszentrum. Sie pachtete das anderthalb Hektar große Gelände von Arwin Augustin. Zwischen Herbst 1958 und 1959 erfolgten im Rahmen des Nationalen Aufbauwerkes Planierarbeiten, dabei wurden insgesamt 3.746 Stunden freiwilliger Arbeit geleistet. Am 7. Oktober 1959 erfolgte die feierliche Einweihung im Rahmen des ersten offiziellen Sandbüschelfestes.
Das Festgelände wurde in den nachfolgenden Jahren weiter ausgebaut. 1961 entstand eine 24 m² große Tanzfläche, die zwei Jahre später durch eine 50 m² große massive Tanzfläche ersetzt wurde. Der Schmiedemeister Burkhardt baute 1963 ein Kinderkarussell. In den 1960er Jahren begannen auch Arbeiten zum Bau eines Bades am Sandbüschelgraben, das jedoch nie fertiggestellt wurde. Neben den jährlichen Demonstrationen zum 1. Mai mit anschließendem Platzkonzerten mit der Blaskapelle des VEB Kraftverkehr Zittau oder des Schlegeler Pionierblasorchesters wurden auch Sommerfeste veranstaltet.
Am 1. Januar 1967 kaufte die Gemeinde das Sandbüschel. Ab 1969 ersetzte ein zentraler Wasserwagen die bisherige Trinkwasserversorgung mit Milchkannen. Anfang der 1970er Jahre begann die Errichtung massiver Verkaufsstände. Die ersten Kioske wurden 1972 eingeweiht.
Nach der Eingemeindung von Oberherwigsdorf nach Mittelherwigsdorf übernahm 1972 der Dorfklub Mittelherwigsdorf das Sandbüschel. Bis 1974 erhielten alle Kioske einen Wasseranschluss an den Wasserwagen. Zum 15-jährigen Jubiläum der Sandbüschelfeste kamen im August 1974 ca. 3000 Gäste, dies war zugleich die höchste Besucherzahl. Es erfolgten in dieser Zeit Vorführungen der Fahrradkunstgruppe, der Niederoderwitzer Reitsportler und von Laienkünstlern des VEB Robur-Werke Zittau. Ebenso wurden im Sandbüschel „Tage der sozialistischen Landwirtschaft“ abgehalten. Die zahlreichen Sandbüschelfeste waren weit über die Gemeindegrenzen hinaus bekannt, Besucher kamen aus der gesamten Region. Auch im 1979 erschienenen Tourist-Stadtführer von Zittau fanden sie Erwähnung. 1984 trat Dieter Dornig beim 25-jährigen Jubiläum der Sandbüschelfeste auf. 1989 wurden 30 Jahre Sandbüschelfeste gefeiert. Das Fest im Herbst 1989 war zunächst das letzte, nach der Wende löste sich der Dorfklub auf.
1991 wurde die Tradition der Sandbüschelfeste in kleinerem Umfang wieder aufgenommen. In den ersten beiden Jahren übernahm Reinhard Schneider die Leitung, daraus entwickelte sich der Sandbüschelverein, der seit 1993 die Feste organisiert. Die jährliche Anzahl der Sandbüschelfeste wurde auf drei reduziert: die Himmelfahrtsparty sowie je ein Fest im Juni und August.
Verbunden mit einem der beiden Feste erfolgt seit 1998 an einem Sonntag ein Hähnewettkrähen des Geflügelzüchtervereins.
1998 wurde das Sandbüschel an die zentrale Wasserversorgung angeschlossen, damit fiel der Wasserwagen weg. Das 40. Jubiläum wurde im Juni 1999 mit der Kapelle Oberland unter Leitung von Adolf Kiertscher gefeiert. In den Jahren 2000–2001 erfolgte eine Modernisierung der Sanitäranlagen. Seit den 2000er Jahren wird im Sandbüschel zudem am Hexenfeuer gefeiert.
Das Sandbüschel wird des Weiteren von der Volkssolidarität Mittelherwigsdorf für Seniorensommerfeste mit Blasmusik sowie von der evangelischen Kirchgemeinde für einen Sommergottesdienst und Feste genutzt. Zeitweilig nutzte auch der Hundesportverein einen Teil des Geländes. Der Opel-Team Zittauer Land e.V. veranstaltet an einem Juniwochenende ein Opeltreffen. Außerdem wird das Vereinsgelände auch für private Feiern sowie Feiern von Schulen und Kindereinrichtungen genutzt.